# Kasteel van Baneuil
Het Kasteel van Baneuil (Frans: Château de Baneuil) is een kasteel in de Franse gemeente Baneuil. Het kasteel is een beschermd historisch monument sinds 1946.